# چاینیز کمپ (کالیفرنیا)
چاینیز کمپ (به انگلیسی: Chinese Camp) یک منطقهٔ مسکونی در ایالات متحده آمریکا است که در شهرستان توآلومی، کالیفرنیا واقع شده‌است. چاینیز کمپ ۲٫۳۳۲ کیلومتر مربع مساحت و ۱۲۶ نفر جمعیت دارد و ۳۸۸ متر بالاتر از سطح دریا واقع شده‌است.